# Шпиттлер, Торстен
Торстен Франк Шпиттлер (нем. Torsten Frank Spittler; 7 ноября 1961) — немецкий футбольный специалист и функционер, тренер.
Начинал тренерскую карьеру в 1999 году в составе тренерского штаба юношеской сборной Германии. В 1999 году работал в футбольной ассоциации Альберты (Канада). В течение 2000 года являлся главным тренером малайзийского клуба «Перак». После этого работал техническим директором в национальных футбольных ассоциациях и федерациях Непала, Йемена, Сьерра-Леоне, Индии и Канады. В 2006—2007 годах являлся руководителем канадского футбольного турнира «Оканаган Челлендж». Потом работал в федерации футбола Мозамбика, а в 2015—2016 годах в футбольной ассоциации Омана. В начале октября 2016 года был назначен главным тренером сборной Бутана.